# Peter D. T. A. Elliott
Peter D. T. A. Elliott (* 1941) ist ein britischer Mathematiker, der sich mit analytischer Zahlentheorie und probabilistischer Zahlentheorie befasst. Er ist Professor an der University of Colorado at Boulder.
Eine Vermutung über den asymptotischen Fehler in der quantitativen Version des Dirichletschen Primzahlsatzes (über Primzahlen in arithmetischen Folgen) wurde 1968 von Elliott und Heini Halberstam aufgestellt (Vermutung von Elliott und Halberstam). Außerdem gilt er als führender Experte für probabilistische Zahlentheorie, worüber er eine Standard-Monographie verfasste.
Elliott wurde 1969 an der Universität Cambridge bei Hans Heilbronn (und Harold Davenport) promoviert (Some Problems in Analytic Number Theory). Seit 1971 lehrt er an der University of Colorado in Boulder.

## Schriften
- Probabilistic Number Theory, Teil 1 (Mean Value Theorems), 1979, Teil 2 (Central Limit Theorems), 1980, Grundlehren der mathematischen Wissenschaften, Band 239/240, Springer
- Arithmetic functions and integer products, Grundlehren der mathematischen Wissenschaften 272, Springer 1985
- Duality in Analytic Number Theory, Cambridge University Press 1997